# Campanula radicosa
Campanula radicosa är en klockväxtart som beskrevs av Jean-Baptiste Bory de Saint-Vincent och Louis Athanase Anastase Chaubard. Campanula radicosa ingår i släktet blåklockor, och familjen klockväxter. Inga underarter finns listade i Catalogue of Life.